# Michael Pfleghar
Michael Pfleghar (Stuttgart, 20 maart 1933 - Düsseldorf, 23 juni 1991) was een Duitse filmregisseur en televisieproducent.

## Carrière
Michael Pfleghar was de zoon van een fabrikant en genoot een opleiding als montageleider en werd in 1954 regieassistent bij de SDR in Stuttgart. Daar werkte hij later als filmregisseur en volgde aan het eind van de jaren 1950 Helmut Jedele naar de Bavaria Film bij München. Van 1959 tot 1963 was hij daar hoofdspelleider, waarna hij freelance werkte. Met zijn innovatieve shows werd hij spoedig een van de bekendste regisseurs in Duitsland. In 1967 regisseerde hij in de Verenigde Staten de bekroonde muziek-tv-special A man and his Music plus Ella plus Jobim voor Frank Sinatra, met Ella Fitzgerald en Antônio Carlos Jobim. Aan het eind van de jaren 1960 woonde hij zo nu en dan samen met Sinatra's dochter Tina in München. Hij regisseerde onder andere de ZDF-showreeks Wünsch dir was en van 1973 tot 1979 de comedy-tv-serie Klimbim. Hij had sinds 1974 vijf jaar lang een relatie met de actrice Ingrid Steeger, de actrice uit Klimbim. Met een smoes lokte hij zijn vriend Günter Netzer naar Klimbim, waar hij als Heino-imitator moest zingen.

## Verdere activiteiten
Pfleghar stichtte in 1990, samen met Ursula Pfeiffer, de vereniging Lobby für Kinder in Neurenberg, die risicokinderen helpt.

## Privéleven en overlijden
Pfleghar was getrouwd met de schlagerzangeressen Bibi Johns (1960 tot 1962) en Inge Brück, welk huwelijk aan het eind van de jaren 1960 werd ontbonden. Van 1981 tot 1990 was hij de tweede echtgenoot van de zangeres Wencke Myhre, waarmee hij een zoon Michael had (geb. 1982). Ook ontstond uit een relatie met Corinne Pulver een dochter.
Hij pleegde zelfmoord in 1991 met een pistool in de Düsseldorfer woning van de bevriende publicist Hubert Maessen, die hem de woning toevertrouwd had voor de duur van een tv-project.
Michael Pfleghar overleed op 23 juni 1991 op 58-jarige leeftijd in Düsseldorf en werd bijgezet in een familiegraf op de Waldfriedhof in Stuttgart-Degerloch.

## Onderscheidingen
- 1975: Adolf-Grimme-prijs met zilver voor Klimbim

## Filmografie
- 1956: Eine kleine große Reise (tv) (ook co-draaiboek)
- 1956: Duell nach Noten – Ein heiterer musikalischer Kleinkrieg (tv) (ook co-draaiboek)
- 1957: Der Schallplattendieb (tv) (ook co-draaiboek)
- 1957: La Cancha – Eine geheimnisvolle Weltmeisterschaft (tv)
- 1958: Kennen Sie die Milchstraße? (tv)
- 1958–1964: Bon soir, Kathrin! (tv-serie)
- 1959: Drei kleine Helle (tv)
- 1959: Wenn Sechse eine Reise tun (tv)
- 1960: In 80 Takten um die Welt (tv)
- 1960: Hollywood – Ein Vorort in vier Anekdoten (tv) (ook draaiboek)
- 1960: Das Leben ist ein Karussell (tv) (ook co-draaiboek)
- 1961: Petites fleurs (tv)
- 1961: Die alte Welle (tv)
- 1961: Zu jung um blond zu sein (tv) (ook draaiboek)
- 1962: Hotel Victoria (tv-serie)
- 1962: Das verflixte erste Mal – Ein Feuilleton mit Musik (tv)
- 1962–1963: Lieben Sie Show? (tv-serie) (ook co-draaiboeken)
- 1963: Die kleinste Show der Welt (tv)
- 1963: Die Tote von Beverly Hills (ook co-draaiboek)
- 1964: Die große Show von Tokio (tv)
- 1965: Das Lächeln im Westen (tv)
- 1965: Serenade für zwei Spione (ook co-draaiboek)
- 1966: Die größte Schau der Welt – Die Girls von Takarazuka (tv)
- 1966: Die Peanuts (tv)
- 1966: Bel Ami 2000 oder Wie verführt man einen Playboy (ook co-draaiboek)
- 1966: Es funkeln die Sterne – Zu Gast bei Caterina Valente (tv)
- 1967: Das älteste Gewerbe der Welt (Le plus vieux métier du monde) (een aflevering)
- 1967: Der Watusi-Skandal (tv)
- 1967–1968: Die Caterina-Valente Show (tv-serie)
- 1967: With Love, Sophia (tv)
- 1967: Show-Chance (tv-serie) (slechts gast in een aflevering)
- 1967: Frank Sinatra: A Man and His Music + Ella + Jobim (tv)
- 1968: Monte Carlo: C’est La Rose (tv)
- 1969: Caterina from Heidelberg (tv)
- 1969: Romeo und Julia 70 (tv-serie) (ook draaiboek)
- 1969: Diverse korte verkiezingsspots voor de SPD met Willy Brandt voor de Bundestagswahl '69.
- 1969–1970: Wünsch Dir was (tv-serie) (5 afleveringen)
- 1970: Music Tropical (tv)
- 1970: ZDF-Werkstadt (tv-serie) (slechts gast in een aflevering)
- 1970: Jumbo – Ein Elefantenleben (tv)
- 1971: Perlico – Perlaco (tv) (ook draaiboek)
- 1972: Jules und die olympischen Geister (tv)
- 1972: Sommersprossen (tv) (ook draaiboek)
- 1972: München 1972 – 8 berühmte Regisseure sehen die Spiele der XX. Olympiade (Visions of Eight) – deel 4: Die Frauen (dokumentatiefilm)
- 1972: 10 korte verkiezingsspots voor de SPD met Willy Brandt voor de Bundestagswahl '72.
- 1973–1979: Klimbim (tv-serie) (ook co-draaiboeken en gastoptredens)
- 1975: Giro d'Italia – Die härteste Show der Welt (tv)
- 1976: 52 korte verkiezingsspots voor de SPD met Helmut Schmidt voor de Bundestagswahl '76.
- 1977: Wochenendspiel (pilot voor tv-serie)
- 1978: Zwei himmlische Töchter und Die Gimmicks (tv-serie) (ook gastoptreden)
- 1979: Tortur mit Torte – Wie macht man Klimbim und anderen Tingeltangel (tv)
- 1979: Wencke, Udo und der blaue Diamant (tv) (ook co-draaiboek)
- 1980: Susi (tv-serie) (ook co-draaiboeken)
- 1981: Wencke (tv)
- 1983: Wencke auf Nord-Wegen (tv)
- 1984: Die trickreichen 7 (tv) (eventueel niet gepubliceerd)
- 1985: Ein Lied für Göteborg (tv)
- 1986: Bravo, Catrin (tv)
- 1986: Die Zukunft hat Geburtstag – 100 Jahre Automobil (tv)
- 1987: Köpfe, Könner, Kulissen (tv-serie) (slechts gast in een aflevering)
- 1987: Top Kids (S.A.M. - Reise durch die Zeit) (tv) (ook co-draaiboek)
- 1987: Willkommen in München (tv)
- 1987–1990: Showgeschichten (tv-serie)
- 1988: Durch Dich wird diese Welt erst schön (tv)
- 1990: Rolle vorwärts (tv)
- 1991: Die lieben Verwandten (tv-serie)
- 1991: Tücken des Alltags (tv-serie) (een aflevering, uitgezonden in 1994)

- Bibliothèque nationale de France: cb141280785 (data)
- Gemeinsame Normdatei: 1012383393
- International Standard Name Identifier: 0000 0001 2017 2158
- Library of Congress Control Number: no2008141320
- Système universitaire de documentation: 193759624
- Virtual International Authority File: 12131567
- WorldCat: E39PBJwxGpv6tPc3trwcPWF3Qq